# První vláda Stanisława Tilicha
První vláda Stanisława Tilicha byla zemská vláda Svobodného státu Sasko v letech 2008–2009. Poté, co předseda vlády Georg Milbradt (CDU) odstoupil dne 27. května 2008 z funkce, zvolil saský zemský sněm následujícího dne za jeho nástupce Stanisława Tilicha, a to 66 ze 121. Jeho protikandidát za NDP Johannes Müller získal 11 hlasů.
Tillich byl od roku 1999 členem saské zemské vlády a v druhé Milbradtově vládě zastával post ministra financí. Několik dní před jmenováním premiérem nahradil Georga Milbradta ve funkci předsedy saské CDU. Zemský sněm schválil členy vlády dne 18. června 2008. Jmenování ministryně sociálních věcí bylo odloženo vzhledem k tomu, že předchozí ministryně Helma Oroszová (CDU) kandidovala do funkce primátorky zemského hlavního města Drážďany s dobrými vyhlídkami na zvolení ve druhém kole hlasování. Po jejím zvolení do funkce tak byla 8. srpna 2008 jmenována ministryní sociálních věcí Christine Claußová (CDU).
I po výměně ministerského předsedy pokračovaly společně CDU a SPD v koalici, kterou sestavily po zemských volbách v roce 2004. První Tilichova vláda byla 30. září 2009 nahrazena druhou Tilichovou vládou, která vzešla z 5. voleb do zemského sněmu a ve které však byla v koalici SPD nahrazena silnější FDP.

## Členové zemské vlády
| Úřad                                                                   | Foto | Jméno                                 | Strana | Strana    |
| ---------------------------------------------------------------------- | ---- | ------------------------------------- | ------ | --------- |
| Předseda vlády                                                         |      | Stanisław Tilich                      |        | CDU       |
| Místopředseda vlády                                                    |      | Thomas Jurk                           |        | SPD       |
| Ministr pro hospodářství a práci                                       |      | Thomas Jurk                           |        | SPD       |
| Ministr vnitra                                                         |      | Albrecht Buttolo                      |        | CDU       |
| Ministr financí                                                        |      | Georg Unland                          |        | nestraník |
| Ministr spravedlnosti                                                  |      | Geert Mackenroth                      |        | CDU       |
| Ministr školství                                                       |      | Roland Wöller                         |        | CDU       |
| Ministryně pro vědu a umění                                            |      | Eva-Maria Stangeová                   |        | SPD       |
| Ministryně sociálních věcí                                             |      | Christine Claußová (od 8. srpna 2008) |        | CDU       |
| Ministr životního prostředí a zemědělství                              |      | Frank Kupfer                          |        | CDU       |
| Vedoucí státní kanceláře a ministr pro spolkové a evropské záležitosti |      | Johannes Beermann                     |        | CDU       |